# Calotarsa calceata
Calotarsa calceata är en tvåvingeart som först beskrevs av Snow 1894.  Calotarsa calceata ingår i släktet Calotarsa och familjen svampflugor.
Artens utbredningsområde är New Mexico. Inga underarter finns listade i Catalogue of Life.